# Henry McLeish
Henry Baird McLeish (Fife, 15 de junio de 1948) es un político y exfutbolista británico.McLeish fue miembro del Parlamento del Reino Unido por Fife desde 1987 a 2001 y miembro del Parlamento escocés también por Fife desde 1999 al 2003.En el 2000 asumió como el segundo Ministro Principal de Escocia tras la muerte de Donald Dewar, pero dejó el cargo tras el escándalo de Officegate siendo reemplazado por Jack McConnell.

## Carrera deportiva e inicios en la política
McLeish comenzó su carrera deportiva cuando tenía 15 años, luego de abandonar el colegio donde estudiaba, el Buckhaven High School. Comenzó en el Leeds United pero luego de seis meses de enfermedad volvió a Escocia donde se unió al East Five Football Club.
Luego de retirarse del fútbol, reanudó sus estudios en la Herriot-Watt University en donde luego trabajaría como profesor antes de entrar al Partido Laborista en 1970.
En 1978 fue elegido para el consejo de Fife, del cual se convirtió en líder en 1982. En 1987 asumió como Miembro del Parlamento del Reino Unido (MP) por el mismo distrito. Mientras era MP, en 1999 tras la devolución escocesa y la victoria del Partido Laborista fue elegido como Miembro del Parlamento escocés (MSP) y Donald Dewar, el primer Ministro Principal de Escocia lo nombró Minister for Enterprise and Lifelong Learning (Ministro de fomento y educación permanente). Según Brian Taylor, en su libro Scotland's Parliament: Triumph and Disaster (Parlamento escocés: Triunfos y desastres), un miembro del gabinete de Dewar dijo que «McLeish tendía a operar distanciado del resto e ir por su propio camino».

## Ministro principal
Luego de la muerte de Dewar en el 2000, Henry McLeish compitió contra Jack McConnell por el puesto que Dewar había dejado libre.Finalmente McLeish resultó vencedor con 44 votos contra 36 de McConnell, a quien luego nombró Ministro de Educación, Europa y Asuntos Exteriores.
Su mandato duró poco más de un año. En el 2001 renunció como Ministro principal tras el escándalo de Officegate, siendo reemplazado por Jack McConnell.

## Vida personal
Henry McLeish estuvo casado dos veces. Su primera esposa, con quien tuvo dos hijos, murió a mediados de los noventa, diecinueve días después de ser diagnosticada de cáncer de estómago.Unos años después, en 1998 se casó por segunda vez con Julie Fulton quien también estuvo involucrada con el escándalo de Officegate. McLeish y Fulton iniciaron los trámites de divorcio en 2011.